# Маконде (език)
Маконде е език, който се говори от етническата група Маконде в югоизточна Танзания и северен Мозамбик. Маконде е централен банту език, близък до и свързан с езика яо. Диалектът Матембуе произлиза от тях, но може да не е маконде.
Термин, произлязъл от езика маконде, е името на пренасяната от комари смъртоносна треска чикунгуня (в превод „това, което се извива“), тъй като заболяването за пръв път е открито на платото Маконде. Често погрешно се смята, че този термин произлиза от езика суахили.
|  | Тази страница частично или изцяло представлява превод на страницата Makonde language в Уикипедия на английски. Оригиналният текст, както и този превод, са защитени от Лиценза „Криейтив Комънс – Признание – Споделяне на споделеното“, а за съдържание, създадено преди юни 2009 година – от Лиценза за свободна документация на ГНУ. Прегледайте историята на редакциите на оригиналната страница, както и на преводната страница, за да видите списъка на съавторите. ВАЖНО: Този шаблон се отнася единствено до авторските права върху съдържанието на статията. Добавянето му не отменя изискването да се посочват конкретни източници на твърденията, които да бъдат благонадеждни. |